# Sylvia Wilbur
Sylvia B. Wilbur (1938) es una científica británica especializada en informática que ayudó a desarrollar ARPANET. Fue una de las primeras personas en intercambiar correos electrónicos en Gran Bretaña y se convirtió en una investigadora líder en el trabajo cooperativo asistido por Computadora.

## Biografía
Wilbur nació en Romford Essex, la mayor de las dos hijas de una familia de trabajadores portuarios. Asistió a una escuela primaria (Grammar school), pero se retiró a los 17 años para ayudar a mantener a su familia en lugar de seguir estudiando en la universidad. Trabajó como dependienta y mecanógrafa en el este de Londres, y tres años más tarde se casó con otro empleado. Dejó de trabajar para cuidar a su familia y tuvo dos hijos, pero cuando sus hijos tuvieron edad para cuidarse solos, aproximadamente en 1964, tomó otro puesto como mecanógrafa en el Barking College, más tarde parte de la Universidad del Este de Londres. Su trabajo allí incluía escribir ejercicios de programación de computadoras para estudiantes en el lenguaje de programación ALGOL en una cinta perforada, y pronto comenzó a aprender programación de computadoras por sí misma. Motivada por esta experiencia, ingresó a un programa de educación a distancia en la Open University, donde completó una licenciatura en matemáticas en 1974.
Más tarde, completó una maestría en la Universidad de Kent.

## Programación de internet
Mientras completaba su licenciatura, Wilbur pasó de ser mecanógrafa en la Universidad de East London a ser una operadora de computadoras, y comenzó a aprender un segundo lenguaje de programación, COBOL. Justo antes de completar su título, se trasladó a un puesto de investigación en el University College de Londres, trabajando como programador de computadoras para Peter T. Kirstein en el departamento de estadística e informática. Kirstein estaba a cargo de la parte británica del proyecto ARPANET, y el trabajo de Wilbur para él implicó la programación de una computadora PDP-9 utilizada como nodo local para la red. También trabajó como asistente técnica y de enlace para los usuarios de la red británica en general, que necesitaban conectarse a la red, y se convirtió en "probablemente una de las primeras personas en ese país en enviar un correo electrónico, en 1974".
Aproximadamente en 1978, Wilbur se volvió a casar. Su esposo también estaba afiliado al mismo departamento en el University College de Londres, y había estado supervisando parte de su trabajo allí, por lo que para preservar su independencia dejó su cargo. Después de trabajar para la junta de exámenes durante un año, se convirtió en profesora en la Universidad de East London. Cinco años más tarde, aproximadamente en 1983, se mudó nuevamente al Queen Mary College, en parte debido a la falta de tiempo para trabajar en investigación en el este de Londres.

## Carrera posterior y trabajo cooperativo asistido por computadora
Alrededor de 1986, Wilbur comenzó a realizar investigaciones como gerenta de proyectos para un proyecto patrocinado por el gobierno en el trabajo cooperativo asistido por computadora. Sus primeros trabajos en el área involucraron medios de comunicación asincrónica (como el correo electrónico, donde los mensajes se envían y reciben en diferentes momentos), pero en proyectos posteriores comenzó a usar medios sincronizados para teleconferencias.
Wilbur también fue organizadora de los talleres "Mujeres en la informática" en Queen Mary, junto con otra organizadora, Hilary Buxton, a mediados o finales de los años ochenta. Estos talleres llevaron a colegialas locales al Queen Mary College en un intento de reclutarlas para el programa de computación. Más tarde, integró su trabajo en teleconferencias en estos talleres, llevando los talleres a las escuelas, en lugar de llevar a los estudiantes de las escuelas a la universidad.

## Publicaciones seleccionadas
- O'Conaill, Brid; Whittaker, Steve; Wilbur, Sylvia (December 1993), «Conversations over Video Conferences: An Evaluation of the Spoken Aspects of Video-mediated Communication», Human-Computer Interaction 8 (4): 389-428, doi:10.1207/s15327051hci0804_4.
- Finn, Kathleen E.; Sellen, Abigail J.; Wilbur, eds. (1997), Video-Mediated Communication, Hillsdale, NJ, USA: L. Erlbaum Associates, ISBN 0805822887.
- Slater, Mel; Wilbur, Sylvia (December 1997), «A Framework for Immersive Virtual Environments (FIVE): Speculations on the Role of Presence in Virtual Environments», Presence: Teleoperators and Virtual Environments 6 (6): 603-616, doi:10.1162/pres.1997.6.6.603.